# Göra en höna av en fjäder
Att göra en höna av en fjäder är ett idiomatiskt uttryck som innebär att man beskriver något obetydligt som något väldigt viktigt.
Uttrycket kommer från den danske författaren H.C. Andersen som skrev sagan Det är riktigt sant! vars slutsats var: ”Av en liten fjäder kan bli fem höns”. I början var det en höna som förlorade en fjäder medan hon putsade sig, men genom att ryktet om detta upprepades gång på gång blev det till slut fem hönor som i kärlekssorg till tuppen hackade varandra tills de föll ner döda.